# Sue Ion

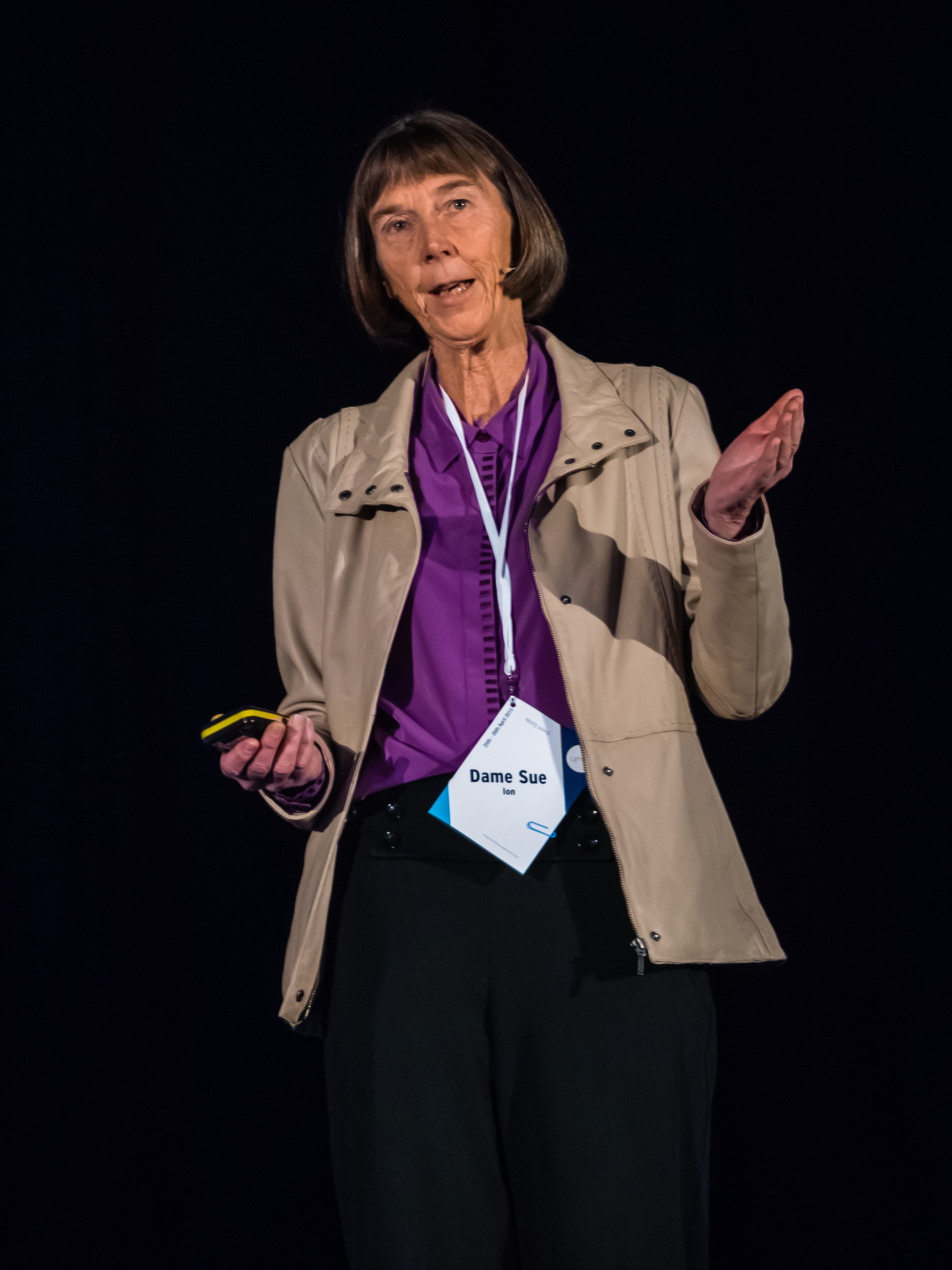
Dame Sue Ion spricht auf der QED: Question Explore Discover-Konferenz im The Palace Hotel, Manchester am 26. April 2015

Dame Susan Elizabeth Ion GBE (* 3. Februar 1955 in Barwell, Leicestershire, England) ist eine britische Ingenieurin und Hochschullehrerin. Sie ist Ehrenpräsidentin der britischen National Skills Academy for Nuclear und Mitglied des unabhängigen Beratungsgremiums der britischen Nuklearregulierungsbehörde.

## Leben und Werk

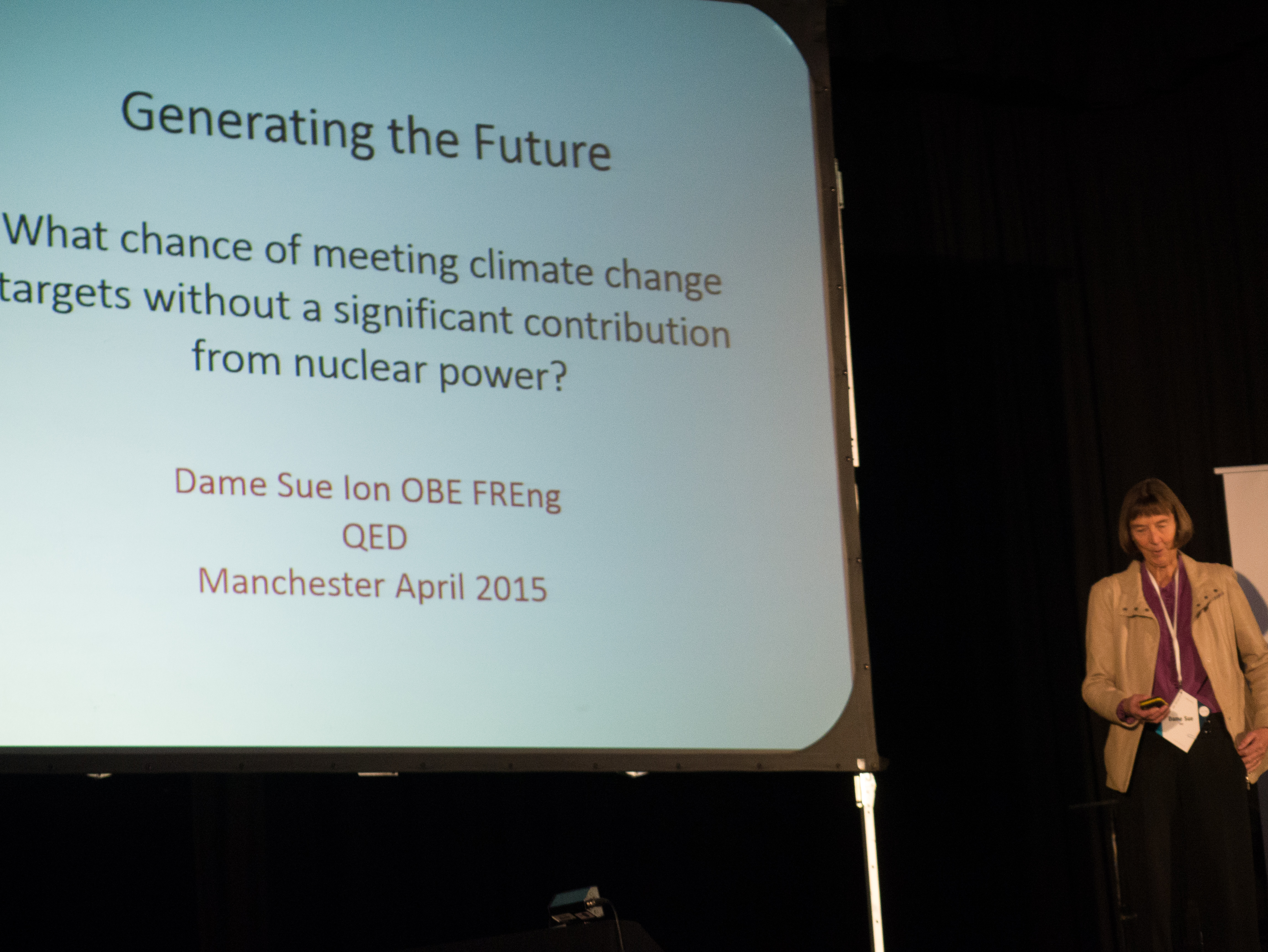
Sue Ion auf der Question Explore Discover-Konferenz 2015

Ion ist die Tochter eines Planungsbeamten bei der Eisenbahn, Lawrence James Burrows, und Doris Burrows. Sie schloss 1976 ihr Studium in Werkstoffkunde/Metallurgie am Imperial College London mit Auszeichnung ab. 1979 promovierte sie mit der Dissertation: Dynamic recrystallisation in a magnesium alloy und erhielt den Matthey-Preis für die beste Doktorarbeit der Fakultät.
Nach ihrem Studium am Imperial College London bekam sie 1979 eine Stelle als technische Support-Beamtin bei dem britischen Kernbrennstoffdienstleistungsunternehmen British Nuclear Fuels Ltd und war dann dort von 1992 bis 2006 Technologiedirektorin. Während ihrer 14-jährigen Amtszeit als Direktorin leitete sie ein Team von über 1.000 Wissenschaftlern und Ingenieuren. Zu ihren Aufgaben gehörten die Mitgliedschaft im Rat für Wissenschaft und Technologie des Premierministers sowie die Mitgliedschaft in der Energieforschungspartnerschaft der Regierung und der wissenschaftlichen Beratergruppe im Ministerium für Energie und Klimawandel. Während dieser Zeit wurde sie 1994 zum Mitglied des Particle Physics and Astronomy Research Council ernannt und 2002 Vizepräsidentin, Mitglied des Council der Royal Academy of Engineering  und war  in einer Reihe von Beratungsausschüssen im Zusammenhang mit dem Energiebedarf des Vereinigten Königreichs tätig.
2004 wurde sie zum Mitglied des Board of Governors der University of Manchester und ein Jahr später zum Mitglied des Council of Engineering & Physical Sciences Research Council (EPSRC) ernannt. Sie wurde 2006 zur Gastprofessorin am Imperial College London und 2011 an der London South Bank University ernannt. Sie war bis 2018 Mitglied des Board of Governors der University of Manchester und von 2015 bis 2018 stellvertretende Vorsitzende des Boards. Anfang 2007 wurde sie Honorarprofessorin an der University of Central Lancashire.
Ion war von 2004 bis 2011 Mitglied des UK Council for Science and Technology, von 1994 bis 2001 Mitglied des Particle Physics and Astronomy Research Council, von 2005 bis 2010 Mitglied des Council für EPSRC und leitete zwischen 2006 und 2012 den Fusion Advisory Board für die Research Councils. Sie wurde 2010 Vorsitzende des EU-Euratom-Wissenschafts- und Technologieausschusses.
Ion war von 2000 bis 2007 die Vertreterin des Vereinigten Königreichs in der Ständigen Beratergruppe für Kernenergie der IAEO und leitete von 2012 bis zum BREXIT den EU-Euratom-Wissenschafts- und Technologieausschuss. Von 2006 bis 2018 war sie das einzige nicht-amerikanische Mitglied des Nuclear Energy Advisory Committee des US-Energieministeriums. Sie war Vorsitzende des Nuclear Innovation Research Advisory Board der britischen Regierung, das von Januar 2014 bis März 2016 tätig war.
Sie ist Fellow der Royal Society, der Royal Academy of Engineering und ausländisches Mitglied der US National Academy of Engineering. Sie war die erste Frau, die mit der President’s Medal der Royal Academy of Engineering ausgezeichnet wurde.
Sie wurde 2016 in die Liste der 50 besten Frauen im Ingenieurwesen Großbritanniens aufgenommen, die von der Women’s Engineering Society und dem Daily Telegraph zusammengestellt und anlässlich des National Women in Engineering Day veröffentlicht wurde.
Ion heiratete 1980 John Albert Ion und lebt in Leyland (Lancashire).

## Auszeichnungen
- 2002: Officer des Order of the British Empire
- 2003: Ehrendoktor der University of Bristol
- 2010: Dame Commander des Order of the British Empire
- 2017: Ehrendoktor der Edge Hill University
- 2017: Ehrendoktor der Universität Chester
- 2022: Ehrendoktor der Universität Lancaster
- 2022: Dame Grand Cross des Order of the British Empire